# Hermenegildo Miralles
Pour les articles homonymes, voir Miralles.
Hermenegildo Miralles Andamientos (Barcelone, 19 août 1859 – Barcelone, 1er mai 1931,) est un relieur, lithographe et décorateur espagnol.

## Biographie
Hermenegildo Miralles se forme dans l'atelier de Pere Domènech i Saló, devenant l'un des principaux relieurs en Catalogne, ainsi qu'un remarquable collectionneur de reliures modernistes. Il est le fondateur et premier directeur de la revue Hispania (es).
Avec Ramon de Montaner i Vila (es), il fonde une grande entreprise de lithographie et de reliure industrielle, introduisant des imitations de carton-pierre, qu'ils utilisent dans des lieux emblématiques comme le Café Torino et le Petit Torino.

## Galerie (décors)

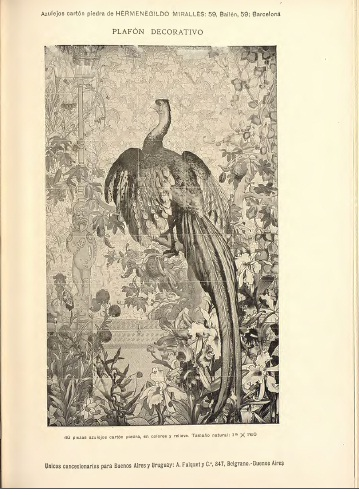
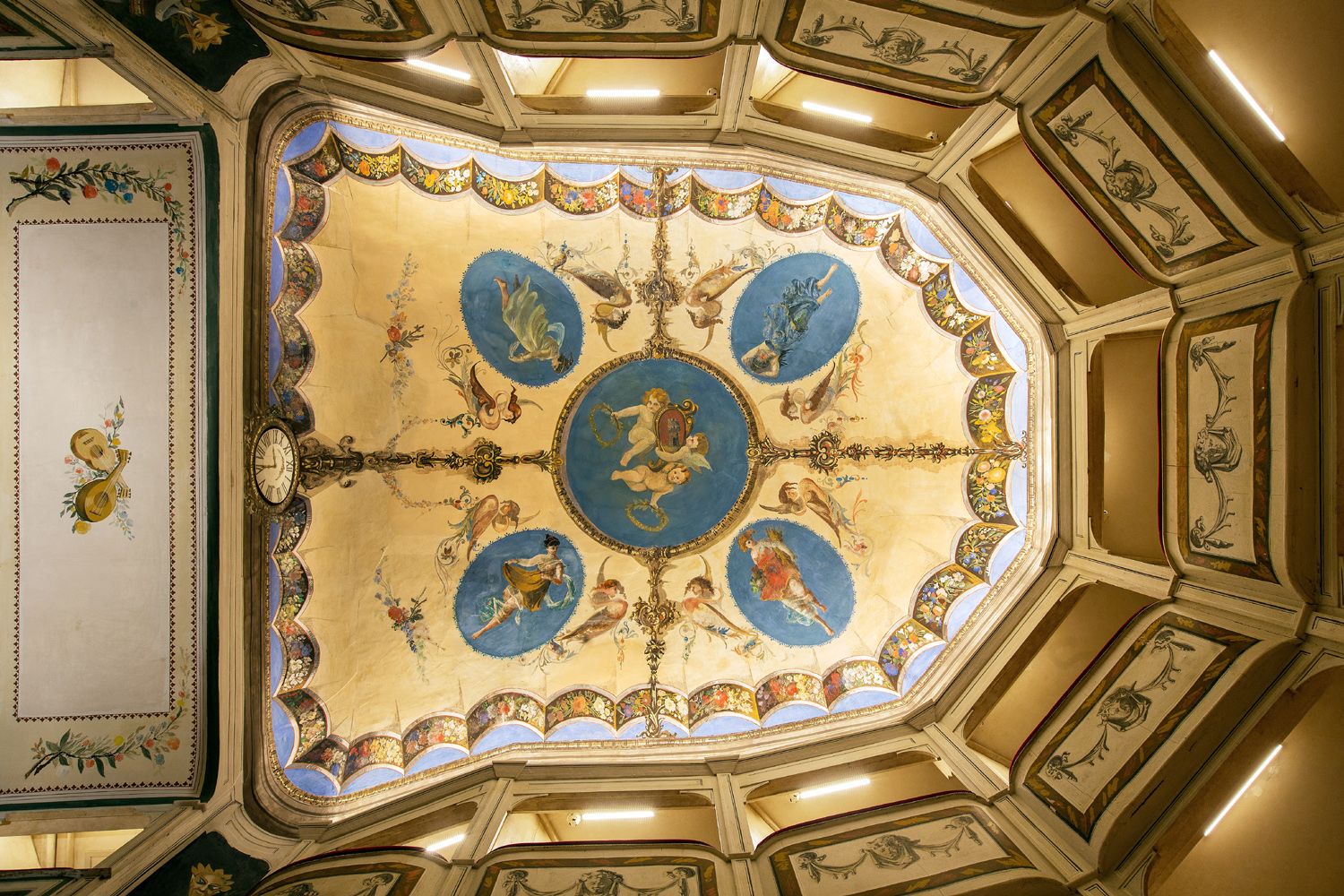

## Collections
- Bibliothèque de Catalogne